# Irisk fonologi

Karta över de irisktalande områdena på Irland. De platser som nämns i denna artikel är utsatta på kartan.

Iriskans fonologi varierar från dialekt till dialekt, och språket har inget standarduttal. Dialekterna delas vanligtvis in i tre grupper: ulsteririska, connachtiriska och Munsteririska. Denna artikel beskriver främst de drag som är gemensamma för samtliga dialekter, samt de tydligaste skillnaderna.
Irisk fonologi har studerats som akademiskt ämne sedan slutet av 1800-talet, och flera forskare har publicerat verk om dialekter från samtliga områden där språket talas. På senare tid har även teoretiska lingvister uppmärksammat iriskans fonologi, och flera böcker, artiklar och avhandlingar har publicerats om språket.
En av de viktigaste aspekterna inom irisk fonologi är det att nästan alla konsonanter förekommer i par, med ett ”tjockt” (från engelska: broad) uttal och ett ”tunt” (engelska: slender). Tjocka konsonanter är velariserade, vilket innebär att tungryggen (bakdelen av tungan) dras bakåt och uppåt mot mjuka gommen för att uttala konsonanten. Tunna konsonanter är palataliserade, vilket innebär att tungan pressas mot hårda gommen. Skillnaden mellan tjocka och tunna konsonanter är mycket viktig på iriska, eftersom betydelsen av ett ord kan ändras beroende på om konsonant uttalas tjockt eller tunt. Till exempel är den enda uttalsskillnaden mellan bó ”ko” och beo ”levande”, att det förra uttalas med tjockt b, medan det senare är ”tunt”. Kontrasten mellan tjocka och tunna konsonanter är avgörande, inte bara i uttalet av konsonanterna i sig, eller i uttalet av de angränsande konsonanter, utan också för att avgöra vilka konsonanter som kan förekomma bredvid andra konsonanter, och hur ord som börjar på vokal uttalas. Skillnaden mellan tjocka och tunna vokaler liknar den mellan ”hårda” och ”mjuka” i flera slaviska språk, bland annat ryska.
Iriska delar många fonologiska drag med sina närmaste släktingar, skotsk gaeliska och manx, men även med irländsk engelska, genom språkkontakt.

## Forskningshistorik
Fram till slutet av 1800-talet var lingvistisk forskning av iriska mest inriktad på traditionell grammatik (såsom böjningen av substantiv, verb och adjektiv), eller den historiska ljudutvecklingen från urindoeuropeiska genom urkeltiska till forniriska. Den första beskrivande analysen av en irisk dialekts fonologi var Finck 1899, som var baserad på författarens eget fältarbete på Aranöarna. Därefter kom Quiggin 1906, som var en fonetisk beskrivning av dialekten i Meenawannia, nära Glenties i grevskapet Donegal. Pedersen 1909. är mest en historisk redogörelse, men innehåller även några beskrivningar av moderna dialekter. Alf Sommerfelt gav ut tidiga beskrivningar av både varieteter från Ulster och Munster (Sommerfelt 1922. och Sommerfelt 1965. för byn Torr i Gweedore, Sommerfelt 1927. för Munster, samt Sommerfelt 1929. för den nu utdöda dialekten i södra Armagh). Dialekten i Dunquin på Dinglehalvön beskrevs av Sjoestedt 1931. Från 1944 till 1968 gav Dublin Institute for Advanced Studies ut en serie monografier där var och en var en beskrivning av fonologin av en lokal dialekt: Ó Cuív 1944. för West Muskerry i grevskapet Cork (Ballyvourney, Cúil Aodha med omnejd), de Bhaldraithe 1966. (allra först utgiven 1945) för Cois Fhairrge i Connemara (Barna, Spiddal, Inverin med omnejd), Breatnach 1947. för Ring, i Waterford, de Búrca 1958. för Tourmakeady i grevskapet Mayo, Wagner 1959. för Teelin i Donegal, Hughes 1986. för Tangaveane och Commeen (också nära Glenties), Ó Curnáin 1996. för Iorras Aithneach i Connemara (Kilkieran med omnejd), samt Ó Sé 2000. för Dinglehalvön i grevskapet Kerry.
Teoretisk forskning av iriskans fonologi började med Ó Siadhail & Wigger 1975, som följer mönstret av boken The Sound Pattern of English (1968), och som utgjorde grunden för kapitlen om fonologi i Ó Siadhail 1989. Andra avhandlingar som undersöker iriskans fonologi från en teoretisk synvinkel är bland annat Ní Chiosáin 1991, Green 1997. enligt optimalitetsteorin, och Cyran 1997, samt Bloch-Rozmej 1998. enligt government phonology.

## Konsonanter
De flesta iriska dialekter innehåller åtminstone de konsonantfonem som visas i tabellen nedan (se artikeln om det internationella fonetiska alfabetet för en förklaring av de olika tecknen.) Konsonanten /h/ är varken tjock eller tunn.
|                           |          | Labiala | Labiala | Koronala | Koronala | Dorsala | Dorsala | Glottala |
| tjock                     | tunn     | tjock   | tunn    | tunn     | tjock    |         |         | Glottala |
| ------------------------- | -------- | ------- | ------- | -------- | -------- | ------- | ------- | -------- |
| Klusiler                  | tonlösa  | pˠ      | pʲ      | t̪ˠ       | tʲ       | c       | k       |          |
| Klusiler                  | tonade   | bˠ      | bʲ      | d̪ˠ       | dʲ       | ɟ       | ɡ       |          |
| Frikativor/ Approximanter | tonlös   | fˠ      | fʲ      | sˠ       | ʃ        | ç       | x       | h        |
| Frikativor/ Approximanter | tonande  | w       | vʲ      |          |          | j       | ɣ       |          |
| Nasala                    | Nasala   | mˠ      | mʲ      | n̪ˠ       | nʲ       | ɲ       | ŋ       |          |
| Tappar                    | Tappar   |         |         | ɾˠ       | ɾʲ       |         |         |          |
| Laterala                  | Laterala |         |         | l̪ˠ       | lʲ       |         |         |          |

### Glidljud
Tjocka (velara eller velariserade) konsonanter har en tydlig velar glidning (ett mycket kort vokalliknande ljud) före främre vokaler, som låter ungefär som [w] i engelska water, men utan läpprundning. IPA-symbolen för detta ljud är [ɰ]. Därför uttalas naoi /n̪ˠiː/ ”nio” och caoi /kiː/ ”sätt, vis” som [n̪ˠɰiː] och [kɰiː]. Detta glidljud labialiseras (uttalas med läpprundning, som i [w]) efter labiala konsonanter, så att buí /bˠiː/ ”gul” uttalas [bˠwiː]
På samma sätt har tunna (palatala eller palataliserade) konsonanter en palatal glidning (som svenska j-ljudet) före bakre vokaler, så att tiubha /tʲuː/ ”tjock” uttalas [tʲjuː].
När en tjock konsonant följer en främre vokal finns en mycket kort vokalglidning, [ə̯], precis före konsonanten, så att díol /dʲiːl̪ˠ/ ”sälja” uttalas [dʲiːə̯l̪ˠ]. På samma sätt finns vokalglidningen [i̯] precis före en tunn konsonant när den följer en bakre vokal, så att áit /aːtʲ/ ”plats” uttalas [aːi̯tʲ, óil /oːlʲ/ ”drickande” (genitiv) uttalas [oːi̯lʲ], meabhair /mʲəuɾʲ/ ”förståelse” uttalas [mʲəui̯ɾʲ], och dúinn /d̪ˠuːn̠ʲ/ ”till oss” uttalas [d̪ˠuːi̯n̠ʲ].

### Allofoner
Fonemet /w/ (som kan skrivas som ⟨bh⟩, ⟨mh⟩ eller ⟨v⟩) har två allofoner: den labiovelara approximanten [w] och den velariserade tonande labiodentala frikativan [vˠ]. Distributionen av dessa allofoner varierar från dialekt till dialekt. I Munster finns vanligtvis bara [vˠ], och i Ulster vanligtvis bara [w]. I Connacht förekommer [w] ordinitialt före vokal (som i bhfuil [wɪlʲ] ”är”) och [vˠ] i övriga positioner (som i naomh [n̪ˠiːvˠ] ”helig”, fómhar [ˈfˠuːvˠəɾˠ] ”höst” och bhrostaigh [ˈvˠɾˠɔsˠt̪ˠə] ”skyndade”.
De övriga labiala frikativorna är vanligtvis [fˠ, fʲ, vʲ], men de, samt den frikativiska allofonen [vˠ] av /w/, uttalas bilabialt i många dialekter: [ɸˠ, ɸʲ, βˠ, βʲ]. Distributionen av dessa allofoner beror delvis på omgivning (bilabialer förekommer ofta intill rundade vokaler) och på talarens egen idiolekt.
Bland de koronala konsonanterna är de flesta alveolara, men de tjocka klusilerna och lateralen är vanligtvis dental, [t̪ˠ, d̪ˠ, n̪ˠ, l̪ˠ], och den tunna koronala frikativan är vanligtvis postalveolar, [ʃ]. De tunna koronala klusilerna /tʲ, dʲ/ kan realiseras som alveolopalatala affrikator [tɕ, dʑ] i flera dialekter, däribland Tourmakeady, Erris och Teelin.
De tunna dorsala klusilerna /c, ɟ, ɲ/ kan artikuleras som faktiska palataler ([c, ɟ, ɲ]), eller som palatovelarer ([k̟, g̟, ŋ̟]).
Fonemet /j/ har tre allofoner i de flesta dialekter: en palatal approximant [j] före vokaler förutom /iː/ och i slutet av stavelser (som i dheas [jasˠ] ”fin” och beidh [bʲɛj] ”ska vara”); en tonande (post)palatal frikativa [ʝ] före konsonanter (som i ghrian [ʝɾʲiən̪ˠ] ”sol”); och ett mellanliggande ljud [j̝] (som är mer frikativ än [j], men mindre än [ʝ]) före /iː/ (som i dhírigh [j̝iːɾʲə] "uträtad").
Som på svenska aspireras tonlösa klusiler i början av ord, medan alla tonande klusiler kan vara bara delvis tonade, men aldrig aspirerade. Tonlösa klusiler är oaspirerade efter /sˠ/ och /ʃ/ (som i scanradh [sˠkauɾˠə] ”terror”); klusiler förblir dock aspirerade efter den klitiska partikeln is /sˠ/ (som i is cam [sˠkʰaum] "den är sned".) Flera forskare (som Ó Cuív 1944, Wagner 1959, de Bhaldraithe 1966, Mhac an Fhailigh 1968, Ó Sé 2000.) använder sig av transkriptioner som /sb sd sɡ xd/ etc., vilket visar på att de betraktar de klusiler som följer tonlösa frikativor som avtonade allofoner av de tonande klusilerna, snarare än oaspirerade allofoner av de tonlösa klusilerna, men detta är en ovanligare åsikt.

### Fortis- och lenissonoranter
På forniriska delades sonoranterna (de som stavas ⟨l n r m⟩) in i inte bara kategorierna tjock och tunn, utan också i fortis (stark) och lenis (svag). Den exakta fonetiska definitionen av dessa termer är något vag, men de koronala fortisljuden (de som stavas ⟨l n r⟩) var troligen längre i duration och hade en större kontaktyta mellan tungan och gommen än lenisljuden. Fortis-m var troligen ett vanligt [m] medan lenis-m var en nasalerad halvvokal, [w̃], som möjligen lutade mot en nasalerad frikativa, [ṽ], eller [β̃], vid palatalisering. Av konvention transkriberas fortiskonsonanterna med versaler, ⟨L N R⟩, och leniskonsonanterna med gemener, ⟨l n r⟩. (Vissa författare, som Stifter 2006, använder dock latinska bokstäver, ⟨l n r m⟩, för fortis och grekiska, ⟨λ ν ρ μ⟩, för lenis.) Alltså hade forniriska fyra rotiska fonem, /Rˠ, Rʲ, rˠ, rʲ/, fyra laterala fonem, /Lˠ, Lʲ, lˠ, lʲ/, och fyra koronala nasaler, /Nˠ, Nʲ, nˠ, nʲ/. Fortis- och lenissonoranter kontrasterade med varandra mellan vokaler och ordfinalt efter vokaler på forniriska, som till exempel berraid /bʲeRˠɨðʲ/ ”han klippte” med beraid /bʲerˠɨðʲ/ ”han må bära”; coll /koLˠ/ ”hassel” med col /kolˠ/ ”synd” och sonn /sˠoNˠ/ ”påle” med son /sˠonˠ/ ”ljud”. Ordinitialt förekom endast fortisljuden, men de blev lenis i omgivningar där de genomgick konsonantmuterande lenition: rún /Rˠuːnˠ/ ”mysterium” kontra a rún /a rˠuːnˠ/ ”hans mysterium”, lón /Lˠoːnˠ/ ”förråd” kontra a lón /a lˠoːnˠ/ ”hans förråd”.
I det nutida språket har de fyra rotiska konsonanterna reducerats till två i samtliga dialekter eftersom /Rˠ, Rʲ, rˠ/ gått samman till /ɾˠ/. Vad gäller lateralerna och nasalerna har några dialekter bevarat alla fyra, medan andra har reducerat dem till tre eller två skilda fonem, som sammanfattas i följande tabell.
| Forniriska                                         | Ulster                 | Ulster                   | Connacht                      | Connacht                         | Connacht           | Munster                   | Munster                          |
| Forniriska                                         | Rosguill (Lucas 1979.) | Glenties (Quiggin 1906.) | Mayo (Mhac an Fhailigh 1968.) | Connemara (de Bhaldraithe 1966.) | Aran (Finck 1899.) | Dinglehalvön (Ó Sé 2000.) | West Muskerry (Ó Cuív 1944.)     |
| -------------------------------------------------- | ---------------------- | ------------------------ | ----------------------------- | -------------------------------- | ------------------ | ------------------------- | -------------------------------- |
| Rˠ                                                 | ɾˠ                     | ɾˠ                       | ɾˠ                            | ɾˠ                               | ɾˠ                 | ɾˠ                        | ɾˠ                               |
| rˠ                                                 | ɾˠ                     | ɾˠ                       | ɾˠ                            | ɾˠ                               | ɾˠ                 | ɾˠ                        | ɾˠ                               |
| Rʲ                                                 | ɾˠ                     | ɾˠ                       | ɾˠ                            | ɾˠ                               | ɾˠ                 | ɾˠ                        | ɾˠ                               |
| rʲ                                                 | ɾʲ                     | ɾʲ                       | ɾʲ                            | ɾʲ                               | ɾʲ                 | ɾʲ                        | ɾʲ                               |
| Lˠ                                                 | l̪ˠ                     | l̪ˠ                       | l̪ˠ                            | l̪ˠ                               | l̪ˠ                 | l̪ˠ                        | l̪ˠ                               |
| lˠ                                                 | l̪ˠ                     | lˠ                       | lˠ                            | l̪ˠ                               | l                  | l̪ˠ                        | l̪ˠ                               |
| lʲ                                                 | l                      | lʲ                       | lʲ                            | lʲ                               | l                  | lʲ                        | lʲ                               |
| Lʲ                                                 | l̠ʲ                     | l̠ʲ                       | l̠ʲ                            | l̠ʲ                               | l̠ʲ                 | lʲ                        | lʲ                               |
| Nˠ                                                 | n̪ˠ                     | n̪ˠ                       | n̪ˠ                            | n̪ˠ                               | n̪ˠ                 | n̪ˠ                        | n̪ˠ                               |
| nˠ                                                 | n̪ˠ                     | nˠ                       | nˠ                            | n̪ˠ                               | n                  | n̪ˠ                        | n̪ˠ                               |
| nʲ                                                 | n                      | nʲ                       | nʲ                            | nʲ                               | n                  | nʲ                        | nʲ                               |
| Nʲ                                                 | n̠ʲ                     | n̠ʲ                       | n̠ʲ                            | n̠ʲ                               | n̠ʲ                 | nʲ                        | nʲ (ordinitialt) ɲ (annorstädes) |
| Not: [l̠ʲ] och [n̠ʲ] är alveolopalatala konsonanter. |                        |                          |                               |                                  |                    |                           |                                  |

Vad gäller fortis- och lenis-m så kom lenisversionen (nasalerad halvvokal eller labial frikativa) att uttalas som en normal halvvokal eller frikativa med en nasalering av föregående vokal. Den senare förlusten av /w/ mellan vokaler har resulterat i fonemiskt nasalerade vokaler i några nutida dialekter (se nedan), men dessa upprätthålls oftast inte aktivt i någon dialekt; det finns en stark tendens att utelämna nasaleringen helt. Den ursprungligen nasalerade halvvokalen speglas dock än som ⟨mh⟩ i skriften.

## Vokaler

Vokalfonemen i Connachtiriska.

Vokalfonemen i Munsteririska.

Vokalljuden skiljer sig från dialekt till dialekt, men i allmänhet stämmer Connachtiriska och Munsteririska överens med varandra när det kommer till följande monoftonger: /iː/, /ɪ/, /uː/, /ʊ/, /eː/, /ɛ/, /oː/, /ɔ/, /a/, /aː/ och schwa, (/ə/), som endast förekommer i obetonade stavelser; samt diftongerna /əi/, /əu/, /iə/ och /uə/.
Vokalerna i Ulsteririska skiljer sig mera och tas inte upp i denna artikel.

### Vokalernas position
Vokalernas vågräta position (det vill säga på skalan främre–bakre i munnen, se diagrammet under artikeln om vokaler) beror till stor del på kvaliteten hos närliggande konsonanter, det vill säga huruvida de är tjocka eller tunna. Vissa forskare menar att [ɪ] och [ʊ] i själva verket är allofoner av samma fonem, och det samma gäller [ɛ] och [ɔ], som i ett vertikalt vokalsystem. Enligt detta synsätt är dessa vokalfonem omarkerade, det vill säga varken bakre eller främre på ett abstrakt plan, och specificeras som främre eller bakre utifrån de omkringliggande konsonanterna. I denna artikel används dock det mer traditionella antagandet att /ɪ, ʊ, ɛ, ɔ/ är fyra skilda fonem. Beskrivningarna av allofonerna i denna del kommer från Ó Sé 2000., därför utgår uttalen utifrån Munsterdialekten på Dinglehalvön. Om inget annat angivs stämmer de överlag för övriga Munster- och Connachtdialekter också.

#### Slutna vokaler
De fyra slutna vokalfonemen i iriskan är de helslutna /iː/ och /uː/, samt de halvslutna /ɪ/ och /ʊ/. Deras exakta uttal beror på kvaliteten hos de omkringliggande konsonanterna. Fonemet /iː/ realiseras som en främre vokal, [iː] mellan två tunna konsonanter (som i tír [tʲiːrʲ] ”land”). Mellan en tunn och en tjock konsonant så dras tungan tillbaka något från denna position (för detta uttal används IPA-symbolen [i̠ː]), som i díol [dʲi̠ːl̪ˠ] ”försäljning” och caoire [ki̠ːɾʲə] ”bär” (genitiv). Mellan två tjocka konsonanter dras tungan tillbaka ännu mer så att vokalen nästintill blir en central vokal ([ïː] i IPA), som i caora [kïːɾˠə] ”får”. Fonemet /uː/ är en helt bakre vokal mellan tjocka konsonanter (som i dún [d̪ˠuːn̪ˠ] ”fort”), men mellan en tjock och en tunn konsonant flyttas tungan fram något ([u̟ː] i IPA), som i triúr [tʲɾʲu̟ːɾˠ] ”tre personer” och súil [sˠu̟ːlʲ] ”öga”. Mellan två tunna konsonanter flyttas den fram ännu mer till en centraliserad vokal ([üː] i IPA), som i ciúin [cüːnʲ] ”tyst”.

Uppskattad räckvidd av de slutna vokalernas allofoner.

De halvslutna vokalerna /ɪ/ och /ʊ/ följer ett liknande mönster. Fonemet /ɪ/ realiseras som ett främre [i̞] mellan tunna konsonanter, som i tigh [tʲi̞ɟ] ”hus” (dativ). Efter en tunn vokal och före en tjock, realiseras det som ett halvfrämre [ɪ], som i giota [ˈɟɪt̪ˠə] ”stycke”. Efter en tjock konsonant och före en tunn är det mer tillbakadraget till [ɪ̈], som i tuigeann [ˈt̪ˠɪ̈ɟən̪ˠ] ”förstår”. Slutligen är det ett centralt [ɨ̞] mellan två tjocka konsonanter, som i goirt [ɡɨ̞ɾˠtʲ] ”saltig”. Fonemet /ʊ/ är ett halvbakre [ʊ] när alla närliggande konsonanter är tjocka, som i dubh [d̪ˠʊvˠ] ”svart”, och ett mer centraliserat [ʊ̟] efter en tunn konsonant, som i giobal [ˈɟʊ̟bˠəl̪ˠ] ”trasa”.

#### Mellanvokaler

Uppskattad räckvidd av mellanvokalernas allofoner.

Realiseringen av de långa mellanslutna vokalerna /eː/ och /oː/ varierar beroende på omgivande konsonants kvalitet. Fonemet /eː/ är en främre vokal [eː] mellan två tunna vokaler (som i béic [bʲeːc] ”skrika”), ett centraliserat [ëː] mellan en tjock och en tunn konsonant (som i glaoigh [ɡl̪ˠëːɟ] ”kalla”), och ett mera öppet centraliserat [ɛ̝̈ː] mellan två tjocka konsonanter (som i baol [bˠɛ̝̈ːl̪ˠ] ”fara”). Fonemet /oː/ sträcker sig från ett bakre [oː] mellan två tjocka konsonanter (som i fód [fˠoːd̪ˠ] ”torv”) till ett mera framflyttat [o̟ː] mellan en tjock och en tunn konsonant (som i fóid [fˠo̟ːdʲ] ”torv” (genitiv)) till ett centraliserat [öː] mellan två tunna konsonanter (som i ceoil [cöːlʲ] ”musik” (genitiv)).
De korta mellanöppna vokalerna varierar också efter omgivningen. Kort /ɛ/ sträcker sig från ett främre [ɛ̝] mellan tunna konsonanter (som i beidh [bʲɛ̝ɟ] ”ska vara”) till ett mera tillbakadraget [ɛ̝̈] mellan en tjock och en tunn konsonant (som i bead [bʲɛ̝̈d̪ˠ] "jag ska vara” och raibh [ɾˠɛ̝̈vʲ] ”var”) till ett centralt [ɘ̞] när de enda omkringliggande konsonanterna är tjocka (som i croich [kɾˠɘ̞] ”kors” (dativ)). Kort /ɔ/ mellan två tjocka konsonanter är vanligtvis ett bakre [ɔ̝], som i cloch [kl̪ˠɔ̝x] ”sten”, men det är ett centraliserat [ö] när omkringliggande konsonanter är nasala eller labiala, som i ansan [ən̪ˠˈsˠön̪ˠ] ”där”, bog [bˠöɡ] ”mjuk”. Mellan en tjock och en tunn konsonant är det ett mera öppet [ɔ̝̈]: scoil [skɔ̝̈lʲ] ”skola”, deoch [dʲɔ̝̈x] "dryck".
Obetonat /ə/ realiseras som ett halvslutet halvfrämre [ɪ] intill en palatal konsonant, som i  píce [ˈpʲiːcɪ] ”spjut”. Bredvid andra tunna konsonanter är det ett mellancentraliserat [ɪ̽], som i sáile [ˈsˠaːlʲɪ̽] ”saltvatten”. Intill tjocka konsonanter är det vanligtvis ett mellancentralt [ə], som i eolas [ˈoːl̪ˠəsˠ] ”information”, men när föregående stavelse innehåller en av de slutna vokalerna /uː, ʊ/, realiseras det som ett mellancentraliserat bakre [ʊ̽], som i dúnadh [ˈd̪ˠuːn̪ˠʊ̽] ”stängande” och muca [ˈmˠʊkʊ̽] ”svin”.

#### Öppna vokaler

Uppskattad räckvidd av de öppna vokalernas allofoner i Munster.

Realiseringen av de öppna vokalerna varierar beroende på kvaliteten hos omkringliggande konsonanter; det finns dessutom en betydande skillnad mellan Munsterdialekterna och Connachtdialekterna. I Munster har långa /aː/ och korta /a/ ungefär samma realiseringsräckvidd: båda vokalerna är relativt bakre intill tjocka konsonanter, och relativt främre intill tunna konsonanter. Mer specifikt är långa /aː/ ett bakre [ɑː] när det står ordinitialt och efter tjocka konsonanter, som i áit [ɑːtʲ] ”plats”, trá [t̪ˠɾˠɑː] ”strand”. Mellan en tunn och en tjock konsonant är den ett tillbakadraget främre [a̠ː], som i gearrfaidh [ˈɟa̠ːɾˠhəɟ] ”ska skära”, medan det mellan två tunna konsonanter är ett vanligt främre [a], som i a Sheáin [ə çaːnʲ] ”Johan” (vokativ). På Dingle rundas den bakre allofonen till [ɒː] efter tjocka labialer, som i bán [bˠɒːn̪ˠ] ”vit”, medan [ɒː] är den vanliga realiseringen av /aː/ i Ring i Waterford i alla sammanhang förutom mellan tunna konsonanter, där det centraliseras till [ɒ̈ː]. Kort /a/ är ett främre [a] mellan två tunna konsonanter, som i gairid [ɟaɾʲədʲ] ”kort”. Mellan en tjock och en tunn konsonant dras det i de flesta fall tillbaka till ett [a̠], som i fear [fʲa̠ɾˠ] ”man” och caite [ˈka̠tʲə] ”sliten”, men efter tjocka labialer och /l̪ˠ/, är det ett centraliserat främre [ä], som i baile [bˠälʲə] ”stad”, loit [l̪ˠätʲ] ”att skada”. När det ligger intill endast tjocka konsonanter, är det ett centraliserat bakre [ɑ̈], som i mac [mˠɑ̈k] ”son”, abair [ɑ̈bˠəɾʲ] ”säga”.

Uppskattad räckvidd av de öppna vokalernas allofoner i Connacht.

I varieteter i Connacht är allofonerna av korta /a/ mycket främre än allofonerna av långa /aː/. I Erris kan korta /a/ till exempel sträcka sig från en halvöppen främre orundad vokal [æ] före tunna konsonanter (som i sail [sˠælʲ] ”öronvax”) till ett öppet [a] efter tunna konsonanter (som i geal [ɟalˠ] ”ljus”) till ett centraliserat bakre  [ɑ̈] mellan tjocka konsonanter (som i capall [ˈkɑ̈pəl̪ˠ] ”häst”). Långa /aː/ sträcker sig å andra sidan från ett bakre [ɑː] mellan tjocka konsonanter (som i bád [bˠɑːd̪ˠ] ”båt”), till ett framflyttat bakre [ɑ̟ː] före tunna konsonanter (som i fáil [fˠɑ̟ːlʲ] ”att få”), till ett centraliserat bakre [ɑ̈ː] efter tunna konsonanter (som i breá [bʲɾʲɑ̈ː] ”fin”). I Tourmakeady rundas den bakre allofonen till [ɒː] efter tjocka labialer, som i bán [bˠɒːn̪ˠ] ”vit”. I Connemara förlängs allofonerna av /a/ i duration, så att endast vokalkvalitet skiljer allofonerna av /a/ från allofonerna av /aː/.

#### Diftonger

Uppskattad räckvidd av allofonerna av //əi// och //əu//.

Utgångspunkten för diftongen /əi/ sträcker sig från ett halvöppet [ɐ] efter tjocka konsonanter till ett mellanöppet centraliserat främre [ɛ̈] efter tunna konsonanter, och dess slutpunkt sträcker sig från ett halvslutet halvfrämre [ɪ] före tunna konsonanter till ett centraliserat [ɪ̈] före tjocka konsonanter. Till exempel: cladhaire [kl̪ˠɐɪɾʲə] ”rövare”, gadhar [ɡɐɪ̈ɾˠ] ”hund”, cill [cɛ̈ɪlʲ] ”kyrka” och leigheas [lʲɛ̈ɪ̈sˠ] ”botemedel”.
Utgångspunkten för /əu/ sträcker sig från ett halvöppet [ɐ] efter tjocka konsonanter till ett mellanöppet framflyttat centralt [ɜ̟] efter tunna konsonanter, och dess slutpunkt sträcker sig från ett halvslutet halvbakre [ʊ] före en tjock konsonant till ett centraliserat [ʊ̈] före tunna konsonanter. Till exempel: bodhar [bˠɐʊɾˠ] ”döv”, feabhas [fʲɜ̟ʊsˠ] ”förbättring”, labhairt [l̪ˠɐʊ̈ɾʲtʲ] ”tala”, meabhair [mʲɜ̟ʊ̈ɾʲ] ”minne”. 

Uppskattad räckvidd av allofonerna av //iə// och //uə//.

Utgångspunkten för /iə/ sträcker sig från ett slutet främre [i] efter tunna konsonanter till ett tillbakadraget [i̠] efter ordinitiala tjocka /ɾˠ/ (den enda kontexten som den förekommer i är efter en tjock konsonant). Dess slutpunkt sträcker sig från ett mellancentralt [ə] före tjocka konsonanter till ett mellanslutet centraliserat främre [ë] före tunna konsonanter. Till exempel, ciall [ciəl̪ˠ] ”sinne”, riamh [ɾˠi̠əvˠ] ”någonsin”, diabhail [dʲiëlʲ] "djävlar".
Utgångspunkten för /uə/ är alltid ett slutet bakre [u] medan slutpunkten sträcker sig från [ɐ] till [ɪ̽], som i thuas [huɐsˠ] ”ovan”, uan [uən̪ˠ] ”lamm”, buail [bˠuɪ̽lʲ] ”slå”.

### Nasalerade vokaler
Vanligtvis nasaleras vokaler på iriska när de står intill nasala konsonanter. För vissa talare ska det enligt uppgift finnas minimala par mellan nasala vokaler och orala vokaler, vilket tyder på att nasala vokaler är separata fonem. Detta är vanligtvis ett följd av en tidigare nasalerad halvvokal, [w̃], vilket historiskt sett är den lenerade  formen av /m/. Skillnaden är dock inte stabil i någon dialekt, de flesta utgivna beskrivningar anger att betydelseskiljande nasala vokaler endast finns hos vissa (vanligtvis äldre) talare. Möjliga minimala par finns i tabellen nedan:
| Nasal vokal | Nasal vokal | Nasal vokal                               | Oral vokal | Oral vokal | Oral vokal              |
| Stavning    | Uttal       | Betydelse                                 | Stavning   | Uttal      | Betydelse               |
| ----------- | ----------- | ----------------------------------------- | ---------- | ---------- | ----------------------- |
| amhras      | [ˈə̃ũɾˠəsˠ]  | ”tvivel”                                  | abhras     | [ˈəuɾˠəsˠ] | ”garn”                  |
| áth         | [ãː]        | ”vadställe”                               | ádh        | [aː]       | ”tur”                   |
| comhair     | [kõːɾʲ]     | (i frasen os comhair, ”framför, mittemot) | cóir       | [koːɾʲ]    | ”rättvis, rättskaffens” |
| cumha       | [kũː]       | ”sorg”                                    | cú         | [kuː]      | ”hund”                  |
| deimhis     | [dʲĩːʃ]     | ”sax”                                     | dís        | [dʲiːʃ]    | ”två personer”          |
| fómhair     | [fˠõːɾʲ]    | ”höst” (genitiv)                          | fóir       | [fˠoːɾʲ]   | ”gräns”                 |
| lámha       | [l̪ˠãː]      | ”händer”                                  | lá         | [l̪ˠaː]     | ”dag”                   |
| lámhach     | [l̪ˠãːx]     | ”skottlossning”                           | lách       | [l̪ˠaːx]    | ”generös”               |
| nimhe       | [nʲĩː]      | ”gift” (genitiv)                          | ní         | [nʲiː]     | ”tvättande”             |
| rámha       | [ɾˠãː]      | ”åra” (genitiv)                           | rá         | [ɾˠaː]     | ”sägande”               |

När en vokal nasaleras intill en nasal konsonant behåller den dessutom ofta sin nasalering i former där konsonanten ej längre är nasal. Till exempel, nasalen /m/ i máthair ”mor”, ersätts av en icke-nasal /w/ i frasen a mháthair [ə ˈwãːhəɾʲ] ”hans mor”, men vokalen förblir nasalerad. På samma sätt är vokalen efter /nʲ/ nasalerad i sneachta [ˈʃnʲãxt̪ˠə] ”snö” och förblir nasalerad i [ə ˈtʲɾʲãxt̪ˠə] ”snön” (genitiv), trots att /nʲ/ ersatts av /ɾʲ/, vilket sker i vissa nordliga dialekter.

## Fonotax
De mest intressanta aspekterna av irisk fonotax rör egenskaperna hos iriskans konsonantkluster. Det är viktigt att i det här fallet skilja mellan kluster som förekommer i början av ord, och kluster som förekommer efter vokaler, även om dessa två grupper överlappar varandra i viss mån.

### Ordinitiala konsonantkluster

En sammanfattning av konsonantkluster bestående av två konsonanter i omgivningar som inte orsakar konsonantmutation.

En sammanfattning av konsonantkluster bestående av två konsonanter i omgivningar som orsakar konsonantmutation.

Iriska ord kan börja med kluster bestående av två eller tre konsonanter. I allmänhet kongruerar samtliga konsonanter i sin kvalitet, det vill säga att alla är antingen tjocka eller tunna. Tvåkonsonantskluster består av en obstruent som följs av en likvida eller en nasal (labiala obstruenter kan dock inte följas av en nasal). Exempel är bleán /bʲlʲaːn/ ”mjölkande”, breá /bʲɾʲaː/ ”fin”, cnaipe /ˈkn̪ˠapʲə/ ”knapp”, dlí /dʲlʲiː/ ”lag”, gnáth /ɡn̪ˠaː/ ”vanlig”, pleidhce /ˈpʲlʲəicə/ ”idiot”, slios /ʃlʲɪsˠ/ ”skiva”, sneachta /ˈʃnʲaxt̪ˠə/ ”snö”, tlúth /t̪ˠl̪ˠuː/ ”poker”, and tnúth /t̪ˠn̪ˠuː/ ”längta”. Dessutom kan /sˠ/ och /ʃ/ följas av en tonlös klusil, som i sparán /ˈsˠpˠaɾˠaːn̪ˠ/ ”handväska” and scéal /ʃceːl̪ˠ/ ”saga”. Vidare förekommer klustret /mˠn̪ˠ/ i ordet mná /mˠn̪ˠaː/ ”kvinnor”, och former avledda ur det. Trekonsonantskluster består av /sˠ/ eller /ʃ/ följt av en tonlös klusil följt av en likvida. Till exempel scliúchas /ˈʃclʲuːxəsˠ/ ”bråk”, scread /ʃcɾʲad̪ˠ/ ”skrik”, splanc /sˠpˠl̪ˠaŋk/ ”blixt”, spraoi /sˠpˠɾˠiː/ ”kul”, and stríoc /ʃtʲɾʲiːk/ ”strimma”.
Ett undantag till kvalitetskongruensen är att tjocka /sˠ/ förekommer före tunna labialer (och även före /c/ hos några talare i Connemara och Dingle.) Till exempel i sméara /sˠmʲeːɾˠə/ ”bär”, speal /sˠpʲal/ ”lie”, spleách /sˠpʲlʲaːx/ ”avhängig”, spreag /sˠpʲɾʲaɡ/ ”inspirera”, scéal /ʃceːl̪ˠ/ ~ /sˠceːl̪ˠ/ ”saga”.
I en omgivning med en initial konsonantmutation finns ett mycket större urval av möjliga ansatskluster. I en omgivning med lenition kan exempelvis följande förekomma: bhlas /wl̪ˠasˠ/ ”smakade”, bhris /vʲɾʲɪʃ/ ”förstörde”, chleacht /çlʲaxt̪ˠ/ ”övade”, chrom /xɾˠɔmˠ/ ”böjd”, ghreamaigh /ˈjɾʲamˠə/ ”fast”, ghníomhaigh /ˈjnʲiːwə/ ”låtsades”, shleamhnaigh /hlʲəun̪ˠə/ ”halkade”, shnámh /hn̪ˠaːw/ ”simmade”, shroich /hɾˠɪç/ ”nådde”. I en omgivning med eklips förekommer följande ansatskluster: mbláth /mˠl̪ˠaː/ ”blomma”, mbliana /ˈmʲlʲiən̪ˠə/ ”år” (plural), mbrisfeá /ˈmʲɾʲɪʃaː/ ”du skulle förstöra”, ndlúth /n̪ˠl̪ˠuː/ ”skevhet”, ndroichead /ˈn̪ˠɾˠɔhəd̪ˠ/ ”bro”, ndréimire /ˈnʲɾʲeːmʲəɾʲə/ ”stege”, ngléasfá /ˈɲlʲeːsˠaː/ ”du skulle klä dig”, ngreadfá /ˈɲɾʲat̪ˠaː/ ”du skulle lämna”, ngníomhófá /ˈɲnʲiːwoːhaː/ ”du skulle agera”.
I dialekterna i Donegal, Mayo och Connemara (men vanligtvis inte på Aranöarna) kan de koronala nasalerna /nˠ och /nʲ/ endast följa /sˠ/ respektive /ʃ/ i ett ordinitialt kluster. Efter andra konsonanter ersätts de av /ɾˠ och /ɾʲ/. Till exempel, cnoc /kɾˠʊk/ ”kulle”, mná /mˠɾˠaː/ ”kvinnor”, gnaoi /ɡɾˠiː/ ”gillande”, tnúth /t̪ˠɾˠuː/ ”längta”.
Under lenition blir /sˠn̪ˠ, ʃnʲ/ till /hn̪ˠ, hnʲ/, som förväntat i dessa dialekter, men efter den bestämda artikeln an blir de /t̪ˠɾˠ, tʲɾʲ/, som i sneachta /ʃnʲaxt̪ˠə/ ”snö”, shneachta /hnʲaxt̪ˠə/ ”snö” (efter lenition), an tsneachta /ə tʲɾʲaxt̪ˠə/ ”snön” (genitiv).

### Postvokaliska konosonantkluster och epentes

Kluster utsatta för epentes.

Likt ordinitiala konsonantkluster kongruerar även kluster som följer en vokal i konsonantkvalitet (tjocka eller tunna). Det enda undantaget härvidlag är att tjocka /ɾˠ/ förekommer före de tunna koronalerna /tʲ, dʲ, ʃ, nʲ, lʲ/, som i beirt /bʲɛɾˠtʲ/ ”två personer”, ceird /ceːɾˠdʲ/ ”handel”, doirse /ˈd̪ˠoːɾˠʃə/ ”dörrar”, doirnín /d̪ˠuːɾˠˈnʲiːnʲ/ ”handtag”, comhairle /ˈkuːɾˠlʲə/ ”råd”.
Ett kluster bestående av /ɾˠ, ɾʲ/, /l̪ˠ, lʲ/, eller /n̪ˠ, nʲ/ som följs av en labial eller dorsal konsonant (förutom de tonlösa klusilerna /pˠ, pʲ/ och /k, c/) splittras av inskottsvokalen /ə/, så kallad epentes, som i borb /ˈbˠɔɾˠəbˠ/ ”plötslig”, gorm /ˈɡɔɾˠəmˠ/ ”blå”, dearmad /ˈdʲaɾˠəmˠəd̪ˠ/ ”misstag”, dearfa /ˈdʲaɾˠəfˠə/ ”säker”, seirbhís /ˈʃɛɾʲəvʲiːʃ/ ”service”, fearg /ˈfʲaɾˠəɡ/ ”ilska”, dorcha /ˈd̪ˠɔɾˠəxə/ ”mörk”, dalba /ˈd̪ˠal̪ˠəbˠə/ ”modig”, colm /ˈkɔl̪ˠəmˠ/ ”duva”, soilbhir /ˈsˠɪlʲəvʲəɾʲ/ ”behaglig”, gealbhan /ˈɟal̪ˠəwən̪ˠ/ ”sparv”, binb /ˈbʲɪnʲəbʲ/ ”gift”, Banba, /ˈbˠan̪ˠəbə/ (ett namn på Irland), ainm /ˈanʲəmʲ/ ”namn”, meanma /ˈmʲan̪ˠəmˠə/ ”sinne”, ainmhí /ˈanʲəvʲiː/ ”djur”.
Ingen epentes förekommer dock om vokalen före konsonantklustret är lång eller en diftong, som i fáirbre /ˈfˠaːɾʲbʲɾʲə/ ”rynka”, téarma /ˈtʲeːɾˠmˠə/ ”termin”, léargas /ˈlʲeːɾˠɡəsˠ/ ”insikt”, dualgas /ˈd̪ˠuəl̪ˠɡəsˠ/ ”plikt”. Ingen epentes förekommer heller i ord som är minst tre stavelser långa, som i firmimint /ˈfʲɪɾʲmʲəmʲənʲtʲ/ ”himlavalv”, smiolgadán /ˈsˠmʲɔl̪ˠɡəd̪ˠaːn̪ˠ/ ”strupe”, caisearbhán /ˈkaʃəɾˠwaːn̪ˠ/ ”maskros”, Cairmilíteach /ˈkaɾʲmʲəlʲiːtʲəx/ ”karmelit”.

## Fonologiska processer

### Vokalinitiala ord
Vokalinitiala ord på iriska beter sig på ett sätt som har fått lingvister att misstänka att vokalljudet i början av ordet egentligen inte är det första ljudet i ordet på ett mer abstrakt plan. När en klitisk partikel som slutar på konsonant föregår ett ord som börjar på vokal, är konsonanten i partikeln antingen tjock eller tunn beroende på det efterföljande ordet. Till exempel, n:et i den bestämda artikeln an är tunn före ordet iontas ”under”, men tjock före ordet aois ”ålder”: an iontais /ənʲ ˈiːn̪ˠt̪ˠəʃ/ ”undret” (genitiv) respektive an aois /ən̪ˠ ˈiːʃ/ ”åldern”.
En analys av detta fenomen av Ní Chiosáin är att vokalinitiala ord, på ett abstrakt plan, egentligen börjar med en sorts ”tom” konsonant som inte består av någonting förutom informationen ”tjock” eller ”tunn”. En annan analys av Ó Siadhail är att ordintiala ord, återigen på ett abstrakt plan, består alla av en av två halvvokaler, där en orsakar palatalisering och den andra velarisering av föregående konsonant.

### Förlängning före fortissonoranter
När resterna av de forniriska fortissonoranterna förekommer i stavelseslut (eller i vissa fall endast ordfinalt), orsakar de en förlängning eller diftongering av föregående vokal i de flesta iriska dialekter. De specifika detaljerna varierar från dialekt till dialekt.
I Donegal och Mayo förekommer förlängningen endast före rd, rl rn, före rr (förutom om en vokal kommer efter), och i några få ord samt före ordfinalt ll, som i barr /bˠaːɾˠ/ ”topp”, ard /aːɾˠd̪ˠ/ ”lång”, orlach /ˈoːɾˠl̪ˠax/ ”tum”, tuirne /ˈt̪uːɾˠn̠ʲə/ ”spinnrock”, thall /haːl̪ˠ/ ”där borta”.
I Connemara, på Aranöarna och i Munster förekommer förlängning inte bara i omgivningarna ovan, utan också före nn (om inte en vokal följer), samt före m och ng i slutet av ord.  Ordet  poll ”hål”, uttalas till exempel /pˠəul̪ˠ/ i alla dessa dialekter, medan greim ”tag” uttalas /ɟɾʲiːmʲ/ i Connemara och Aran, men /ɟɾʲəimʲ/ i Munster.
Eftersom vokaler i många fall beter sig annorlunda före tjocka sonoranter än framför tunna, och eftersom det vanligtvis inte förekommer någon förlängning när sonoranterna följs av en vokal (utom i analogibildningar), finns det ofta en variation i vokal hos ord som är besläktade med varandra. I Dingle uttalas ceann ”huvud” som /cəun̪ˠ/ med en diftong, medan genitivformen av samma ord,  cinn, uttalas /ciːnʲ/ med en lång vokal, och pluralformen ceanna uttalas /ˈcan̪ˠə/ med en kort vokal.
Denna typ av vokalförlängning har fått olika förklaringar inom den teoretiska fonologin. Alla beskrivningar stämmer överens i att någon egenskap hos fortissonoranten överförs till föregående vokal, men detaljerna kring vilken egenskap det rör sig om varierar från forskare till forskare. Ó Siadhail menar att fortissonoranten är en ”spänd” (engelska: tense) konsonant (en löst definierad fonetisk term), och att denna spändhet överförs till vokalen, där den realiseras fonetiskt som vokallängd eller diftongering. Ní Chiosáin menar att det är en fråga om stavelsevikt och att konsonanten associeras med en mora, och att denna mora sedan övertas av vokalen, vilket skapar en lång vokal eller en diftong. Carnie går närmare in på den analysen och menar att fortissonoranterna har en tillbakadragen tungrot (det vill säga att den tungryggen trycks uppåt vid artikulationen av konsonanten), och att diftongeringen är en artikulatorisk effekt av tungrörelsen.

### Avtoning
När en tonande obstruent eller halvvokalen /w/ kommer i kontakt med /h/ smälter detta /h/ ihop med det andra ljudet, som då blir tonlös (eller blir till /fˠ/ om ljudet är /w/). Tonlösheten förekommer främst i futurumformerna i första konjugationen av iriska verb (där ljudet /h/ representeras av bokstaven ⟨f⟩), samt i skapandet av particip (där ljudet stavas ⟨th⟩. Till exempel, verbet scuab /sˠkuəbˠ/ ”sopa”, slutar på den tonlösa konsonanten /bˠ/, men i futurum, ”ska sopa”, är det scuabfaidh /ˈsˠkuəpˠəɟ/ och participet ”sopad” är  scuabtha /ˈsˠkuəpˠə/ med den tonlösa konsonanten /pˠ/.

### Sandhi
Iriska har ett antal sandhiförändringar, det vill säga fonologiska förändringar över ordgränser, i synnerhet i snabbt tal. Den vanligaste formen av sandhi på iriska är assimilation, där ett ljud förändras för att till en högre grad likna omkringliggande ljud. En typ av assimilationen på iriska är när en koronal konsonant (en av d, l, n, r, s, t) ändras från att vara tjock till att bli tunn före ett ord som börjar med en tunn koronal konsonant, eller från att vara tunn till att bli tjock före ett ord som börjar på en tjock koronal konsonant. Till exempel, feall /fʲal̪ˠ/ ”bedra”, slutar på ett tjockt ll, men i frasen d'fheall sé orm [dʲal̠ʲ ʃə ɔɾˠəmˠ] ”den bedrog mig”, har detta ll blivit tunn på grund av följande ord, sé, som börjar med en tunn koronal konsonant.
Konsonanten n kan också assimileras till samma artikulationsställe som efterföljande konsonant, och blir labial före en labial konsonant, palatal före en palatal konsonant och velar före en velar konsonant. Till exempel, nn i ceann /can̪ˠ/ ”en” blir till [mˠ] i ceann bacach [camˠ ˈbˠakəx] ”en lam en” och till [ŋ] i ceann carrach [caŋ ˈkaɾˠəx] ”en sårad en”. En tonande konsonant i slutet av ett ord kan bli tonlös när nästa ord börjar på en tonlös konsonant, som i lúb sé [l̪ˠuːpˠ ʃeː] ”han böjde”, där b-ljudet i lúb /l̪ˠuːbˠ/ ”böjde” har blivit ett p-ljud före det tonlösa ljudet s i sé.

## Betoning

### Generellt om betoning
Ett iriskt ord har vanligtvis bara en betonad stavelse, nämligen den första stavelsen i ordet. I IPA markeras en betonad stavelse med symbolen [ ˈ ] till vänster om stavelsen, som i d'imigh /ˈdʲɪmʲiː/ ”lämnade” och easonóir /ˈasˠən̪ˠoːɾʲ/ ”vanära”. Det finns dock vissa ord, i synnerhet adverb och lånord, som har betoning på en icke-initial stavelse, som till exempel amháin /əˈwaːnʲ/ ”bara”, tobac /təˈbak/ ”tobak”.
I de flesta sammansatta ord ligger huvudbetoningen på det första ledet med en bibetoning (som markeras med [ ˌ ]) på det andra ledet, som i lagphórtach /ˈl̪ˠaɡˌfˠɔɾˠt̪ˠəx/ ”brukad myr”. Vissa sammansättningar har dock en huvudbetoning både på första och på andra ledet, som i deargbhréag /ˈdʲaɾˠəɡˈvʲɾʲeːɡ/ ”en hemsk lögn”.
I Munster läggs oftast betoningen vid en lång vokal eller en diftong i den andra eller tredje stavelsen av ett ord, som i cailín /kaˈlʲiːnʲ/ ”flicka” och achainí /axəˈnʲiː/ ”begäran”. I den nu utdöda dialekten i östra Mayo, låg betoningen vid en lång vokal eller diftong på samma sätt som i Munster, men även vid en kort vokal före ordfinalt ll, m, or nn när det ordet stod sist i en fras. Därför uttalades capall ”häst” som [kaˈpˠɞl̪ˠ] när det stod isolerat eller som sista ord i mening, men som [ˈkapˠəl̪ˠ] i mitten av en mening.

### Obetonade vokalers beskaffenhet
Vanligtvis reduceras alla korta vokaler till schwa ([ə]) i obetonade stavelser, men det finns vissa undantag. Om ett ord i Munster betonas på tredje stavelsen, och de föregående två stavelserna är korta, reduceras inte den första av dessa två obetonade stavelser, i stället får den en bibetoning, som i spealadóir /ˌsˠpʲal̪ˠəˈd̪ˠoːɾʲ/ ”lieman”. I Munster reduceras inte heller en obetonad stavelse till schwa om den följande stavelsen innehåller ett betonat /iː/ eller ett /uː/, som i ealaí /aˈl̪ˠiː/ ”konst” och bailiú /bˠaˈlʲuː/ ”samla”. I Ulster förkortas långa vokaler i obetonade stavelser, men reduceras inte till schwa, som i cailín /ˈkalʲinʲ/ ”flicka” och galún /ˈɡalˠunˠ/ ”gallon”.

## Processer i samband med /x/
Den tonlösa velara frikativan /x/, som stavas ⟨ch⟩, orsakar vissa ovanliga processer i många iriska dialekter. Om den står efter /a/ orsakar den ett beteende som vanligtvis inte finns hos korta vokaler. Dessutom är /x/, och dess tunna motsvarighet /ç/, ofta utbytbara med den tonlösa glottala frikativan /h/ på ett antal sett, och kan ibland försvinna helt.

### Beteendet hos /ax/
I Munster läggs betoningen på /a/ i den andra stavelsen av ett ord om det följs av ett /x/, förutsatt att den första stavelsen (och den tredje stavelsen, om det finns någon) innehåller en kort vokal, som i bacach /bˠəˈkax/ ”lam” och slisneacha /ʃlʲəˈʃnʲaxə/ ”skivor”. Om den första eller tredje stavelsen dock har en lång vokal eller en diftong, läggs i stället betoningen på den stavelsen, och /a/ före /x/ reduceras till /ə/ som vanligt, som i éisteacht /ˈeːʃtʲəxt̪ˠ/ ”lyssna”, moltachán /ˌmˠɔl̪ˠhəˈxaːn̪ˠ/ ”bagge”.
I Ulster reduceras inte /a/ före /x/ till schwa, som i eallach /ˈal̪ˠax/ ”boskap”.

### Samspelet mellan /x/ och /ç/ gentemot /h/
I många iriska dialekter växlar de tonlösa dorsala frikativorna /x/ och /ç/ med /h/ under vissa omständigheter. Till exempel, när /tʲ/ och /ʃ/ genomgår lenition till /h/, ersätts /h/ av /ç/ före bakre vokaler, som i thabharfainn /ˈçuːɾˠhən̠ʲ/ ”jag skulle ge” och sheoil /çoːlʲ/ ”körde”. I Munster blir /ç/ till /h/ efter en vokal, som i fiche /ˈfʲɪhə/ ”tjugo”. I Ring blir /h/ till /x/ på slutet av ett enstavigt ord, som i scáth /sˠkaːx/ ”rädsla”. I vissa Ulsterdialekter, som på Oileán Thoraí (Tory Island), kan /x/ ersättas av /h/ som i cha /ha/ ”inte”, och kan även utelämnas i slutet av ord, som i santach /ˈsˠan̪ˠt̪ˠah ~ ˈsˠan̪ˠt̪ˠa/ ”girig”. I andra Ulsterdialekter kan även /x/ utelämnas före /t̪ˠ/, som i seacht /ʃat̪ˠ/ ”sju”.

## Exempel
Följande tabell tar upp några exempelmeningar Arandialekten.
| vʲiː ʃeː əɟ ˈafˠəɾˠk əˈmˠax asˠ ə ˈwɪn̠ʲoːɡ nuəɾʲ ə vʲiː ˈmʲɪʃə ɡɔl haɾˠt̪ˠ                                                            | Bhí sé ag amharc amach as an bhfuinneog nuair a bhí mise ag dul thart.                                                             | Han tittade ut genom fönstret medan jag gick förbi.                                            |
| n̠ʲiː ˈɛcətʲ ʃeː pˠəul̪ˠ hɾʲiː ˈdʲɾʲeːmʲɾʲə                                                                                            | Ní fheicfeadh sé poll thrí dréimire.                                                                                               | Han skulle inte kunna se ett hål genom en stege. (m.a.o. är han mycket närsynt).               |
| t̪ˠaː mʲeː fʲlɔx hɾʲiːdʲ əsˠ hɾʲiːdʲ                                                                                                  | Tá mé fliuch thríd is thríd. | Jag är helt genomvåt.                                                                          |
| hʊɡ ʃeː klɔx woːɾ ˈaɡəsˠ xa ʃeː lɛʃ ə ˈwɪn̠ʲoːɡ iː                                                                                    | Thug sé cloch mhór agus chaith sé leis an bhfuinneog í.                                                                            | Han tog en stor sten och kastade den mot fönstret.                                             |
| ˈhaːnəɟ ʃeː əʃˈtʲax aɡəsˠ kuːx əɾʲ                                                                                                   | Tháinig sé isteach agus cuthach air.                                                                                               | Han kom in helt utom sig av ilska.                                                             |
| ―əɾˠ iːk ʃɪbʲ ˈmˠoːɾˠaːn əɾʲ ə mˠuːn ―ɡə ˈdʲɪvʲən dʲiːk sˠə ˈl̪ˠəiəd̪ˠ ə wɪl aːn̪ˠ jɪ                                                   | ―Ar íoc sibh mórán ar an móin? ―Go deimhin d'íoc is an laghad a bhfuil ann dhi.                                                    | ―Betalade du mycket för torven? ―Det gjorde vi absolut med tanke på hur lite det finns av den. |
| ˈtʲaɡəmʲ aːn̪ˠ xɪlə l̪ˠaː sˠəsˠ ˈmʲɪnəc n̪ˠax mʲiən̪ˠ ˈmˠoːɾˠaːn ˈfˠaːl̠ʲtʲə ɾˠuːmˠ                                                       | Tagaim ann chuile lá is is minic nach mbíonn mórán fáilte romham.                                                                  | Jag går dit varje dag men ofta är jag inte särskilt välkommen.                                 |
| t̪ˠaː mʲeː ˈklɪʃtʲaːl ə ɡɔl haɾˠəmˠ ɡə mʲəi ˈsˠavˠɾˠə fʲlɔx sˠə ˈmʲliənə aɡən̠ʲ aɡəsˠ ˈçiːt̪ˠəɾˠ ɣɔmˠ pʲeːn ɡəɾˠ ˈaʃtʲəx ə ʃceːl eː ʃɪn | Tá mé ag cloisteáil ag dul tharam go mbeidh samhradh fliuch sa mbliana againn, agus chítear dhom féin gur aisteach an scéal é sin. | Jag har hört sägas att sommaren ska bli blöt i år, men jag tycker det verkar lite underligt.   |
| wɪl nə ˈfˠat̪ˠiː xoː mˠasˠ d̪ˠuːɾʲtʲ ʃeː                                                                                               | An bhfuil na fataí chomh maith is dúirt sé?                                                                                        | Är potatisarna lika goda som han sade?                                                         |
| ə ˈɣeːlɟə ˈl̪ˠəuɾˠiːɾˠ ə ˈɡuːɟə mˠuːn n̠ʲiː ˈhɔnən̪ˠ iː sˠə ˈɣeːlɟə ˈʃaɡən̠ʲə                                                            | An Ghaeilge a labhraítear i gCúige Mumhan, ní hionann í is an Ghaeilge seo againne.                                                | Den iriska som talas i Munster är inte densamma som vår iriska.                                |

De första åtta kapitlen i Peadar Ua Laoghaires självbiografi på Wikisource innehåller inspelningar av texten lästa av en modersmålstalare av Muskerryiriska (en Munsterdialekt).

## Jämförelser med andra språk

### Skotsk gaeliska och manx
Många av de fonologiska processer som förekommer i irisiskan förekommer också i dess närmaste släktingar, skotsk gaeliska och manx. Båda språken skiljer till exempel emellan ”tjocka” och ”tunna” konsonanter, men bara bland de koronala och dorsala konsonanterna; både skotsk gaeliska och manx har förlorat distinktionen bland labiala konsonanter. Förändringen från /kn̪ˠ ɡn̪ˠ mn̪ˠ/ o.s.v., till /kɾˠ ɡɾˠ mɾˠ/ o.s.v., finns på manx och i de flesta gaeliska dialekter. Skriftliga källor tyder på att förändringen hade börjat i skotsk gaeliska så tidigt som under 1500-talet och var väletablerad i både gaeliska och manx från sent 1600-tal till tidigt 1700-tal. Förlängningen eller diftongeringen av vokaler framför fortissonoranter finns också på båda språken. Betoningsmönstret i gaeliskan är densamma som i Connacht- och Ulsteririska, medan betoningen i manx är kopplad till långa vokaler och diftonger i icke-initiala stavelser, men under mer begränsade villkor än i Munster.
Manx och många dialekter av skotsk gaeliska delar med Ulsteririska draget att inte reducera obetonat /a/ till /ə/ före /x/.

### Irländsk engelska
Irisk fonologi har haft betydande påverkan på fonologin i irländsk engelska. Till exempel motsvarar de flesta vokalerna i irländsk engelska (med undantag av /ɔɪ/) vokalfonerna (som antingen kan vara fonem eller inte) i iriskan. De iriska klusilerna [t̪ˠ d̪ˠ] har uppträtt i irländsk engelska (dock utan velarisering) som realiseringar av de engelska fonemen /θ ð/. Irländsk engelska tillåter också att /h/ uppträder i positioner som är tillåtna i iriska, men inte i övriga dialekter av engelska, såsom före en obetonad vokal (som i Haughey /ˈhɑhi/) och i slutet av ett ord (som i McGrath /məˈɡɹæh/). Ett annat drag i irländsk engelsk fonologi som har sitt ursprung i iriska är epentes i ord som film [ˈfɪləm] och form [ˈfɒːɹəm].

## Fotnoter
1. ↑  Uttalas som om det stavades scamhradh.
2. ↑  Uttalas som om det stavades guirt.
3. ↑  Uttalas som om det stavades geairid.
4. ↑  Uttalas som om det stavades lait.
5. ↑  Uttalas som om det stavades molthachán.
6. ↑  Uttalas som om det stavades thiúrfainn
7. ↑  Uttalas som om det stavades afarc.
8. ↑  Uttalas som om det stavades  sib.
9. ↑  Uttalas som om det stavades teagaim.
10. ↑  Uttalas som om det stavades chíotar.
11. ↑  Uttalas som om det stavades péin.
12. ↑  Uttalas som om det stavades labhraíthear.